# Staðarhlíð
Staðarhlíð är ett berg i republiken Island. Det ligger i regionen Västfjordarna, 240 km norr om huvudstaden Reykjavík. Toppen på Staðarhlíð är 380 meter över havet, eller 263 meter över den omgivande terrängen. Bredden vid basen är 3,3 km.
Trakten runt Staðarhlíð är nära nog obefolkad, med mindre än två invånare per kvadratkilometer. Det finns inga samhällen i närheten.